# Copa de los Países Bajos 2016-17
La Copa de los Países Bajos 2016-17 fue la 99.ª edición del torneo. Se inició el 20 de septiembre de 2016 y concluyó el 30 de abril del siguiente año. La final se jugó en el Stadion Feyenoord.
El campeón fue el Vitesse, que venció en la final al AZ Alkmaar por 2-0 en el Stadion Feyenoord, en lo que se trató de su primer título. La victoria en la final le dio un cupo a la Liga Europa de la UEFA 2017-18 desde la ronda de fase de grupos. Además jugará la Supercopa de los Países Bajos 2017 contra el campeón de la Eredivisie 2016-17.

## Calendario
El calendario para la Copa de los Países Bajos 2016-17 fue el siguiente.
| Ronda                         | Fechas                            |
| ----------------------------- | --------------------------------- |
| Primera fase de Clasificación | 16 y 17 de agosto de 2016         |
| Primera fase de Clasificación | 23, 24 de agosto de 2016          |
| Primera Ronda                 | 20, 21 y 22 de septiembre de 2016 |
| Segunda Ronda                 | 25, 26 y 27 de octubre de 2016    |
| Octavos de final              | 13, 14 y 15 de diciembre de 2016  |
| Cuartos de final              | 24 y 25 de enero de 2017          |
| Semifinales                   | 1 y 2 de marzo de 2017            |
| Final                         | 30 de abril de 2017               |

## Fases de clasificación
El sorteo de la primera y segunda ronda de clasificación se realizó el 2 de julio de 2016.

### Primera fase de clasificación
En la primera fase participaron 36 clubes amateurs, los equipos restantes de la clase Top (de entre los nueve primeros en la clasificación de primera clase) que jugaron no hay segundas fases o rebaja directa, los ganadores de las eliminatorias entre la parte superior y la liga y semifinalistas por Copa del distrito

### Segunda fase de clasificación
En la segunda fase hubo 42 clubes amateurs, los participantes fueron los 18 ganadores de la primera fase de clasificación y los primeros nueve equipos en la clasificación de primera clase y los seis campeones de las clases.

## Primera ronda
El sorteo de la primera ronda se llevó a cabo el 27 de agosto de 2016. 64 equipos participaron y se jugaron el 20, 21 y 22 de septiembre de 2016.
| 20 de septiembre de 2016, 17:00 | SVV Scheveningen | 1:2 (1:2) | FC Emmen                 | Sportpark Houtrust, Scheveningen                         |                                                          |
|                                 | T. Peters 31'    | Reporte   | 33' Peters · 40' Siekman | Asistencia: 355 espectadores Árbitro(s): Laurens Gerrets | Asistencia: 355 espectadores Árbitro(s): Laurens Gerrets |

| 20 de septiembre de 2016, 17:00 | VV Capelle | 0:4 (0:2) | FC Groningen                                            | Sportpark 't Slot, Capelle aan den IJssel             |                                                       |
|                                 |            | Reporte   | 10' Hoesen · 15' van Weert · 65' Hateboer · 79' Sørloth | Asistencia: 1500 espectadores Árbitro(s): Erwin Blank | Asistencia: 1500 espectadores Árbitro(s): Erwin Blank |

| 20 de septiembre de 2016, 17:00 | FC Rijnvogels | 0:1 (0:0) | SC Cambuur | Sportpark de Kooltuin, Katwijk                         |                                                        |
|                                 |               | Reporte   | 89' Barto  | Asistencia: 550 espectadores Árbitro(s): Rob Dieperink | Asistencia: 550 espectadores Árbitro(s): Rob Dieperink |

| 20 de septiembre de 2016, 17:00 | Rijnsburgse Boys | 0:2 (0:1) | Almere City   | Sportpark Middelmors, Rijnsburg                              |                                                              |
|                                 |                  | Reporte   | 20' 81' Arıca | Asistencia: 600 espectadores Árbitro(s): Sander van der Eijk | Asistencia: 600 espectadores Árbitro(s): Sander van der Eijk |

| 20 de septiembre de 2016, 18:30 | NAC Breda | 0:2 (0:2) | VVV-Venlo     | Rat Verlegh Stadion, Breda  |                             |
|                                 |           | Reporte   | 29' 40' Hunte | Árbitro(s): Jochem Kamphuis | Árbitro(s): Jochem Kamphuis |

| 20 de septiembre de 2016, 18:30 | JVC Cuijk  | 1:3 (0:2) | Telstar                                    | Sportpark de Groenendijkse Kampen, Cuijk                  |                                                           |
|                                 | Ritzen 64' | Reporte   | 14' Ajnane · 38' Mahmudov · 90+4' Abdulahi | Asistencia: 400 espectadores Árbitro(s): Christian Mulder | Asistencia: 400 espectadores Árbitro(s): Christian Mulder |

| 20 de septiembre de 2016, 20:00 | Kozakken Boys                         | 3:0 (1:0) | Helmond Sport | Sportpark de Zwaaier, Werkendam                       |                                                       |
|                                 | Ignacio 23' · Stout 52' · Tavares 74' | Reporte   |               | Asistencia: 3000 espectadores Árbitro(s): Bas Nijhuis | Asistencia: 3000 espectadores Árbitro(s): Bas Nijhuis |

| 20 de septiembre de 2016, 20:00 | HHC Hardenberg                                                                | 2:2 (0:0) (1:1) (t. s.)(6:7 p.) | Jodan Boys                                                                         | De Boshoek, Hardenberg                               |                                                      |
|                                 | Van der Leij 62' · Piljić 113'                                                | Reporte                         | 70' Waandels · 111' Akanioui                                                       | Asistencia: 800 espectadores Árbitro(s): Stan Teuben | Asistencia: 800 espectadores Árbitro(s): Stan Teuben |
|                                 |                                                                               | Tiros desde el punto penal      |                                                                                    |                                                      |                                                      |
|                                 | Bakker · Piljić · van der Leij · Rasevic · Hooiveld · Wigger · Görtz · Zarbaf |                                 | Marengo · Bellahcen · Huntink · el Idrissi · Heerkens · van Loon · Mimpen · Chairi |                                                      |                                                      |

| 20 de septiembre de 2016, 20:00 | BVV Barendrecht | 0:1 (0:1) | Excelsior       | Sportpark de Bongerd, Barendrecht  |                                    |
|                                 |                 | Reporte   | 26' Hasselbaink | Árbitro(s): Martin van den Kerkhof | Árbitro(s): Martin van den Kerkhof |

| 20 de septiembre de 2016, 20:00 | EVV | 0:3 (0:0) | RKC Waalwijk                            | Sportpark "In de Bandert, Echt                          |                                                         |
|                                 |     | Reporte   | 53' Benson · 67' Langedijk · 73' Greene | Asistencia: 600 espectadores Árbitro(s): Ingmar Oostrom | Asistencia: 600 espectadores Árbitro(s): Ingmar Oostrom |

| 20 de septiembre de 2016, 20:00 | FC Volendam                                               | 3:3 (0:2) (3:1) (t. s.)(5:4 p.) | MVV Maastricht                                  | Krasstadion, Volendam                                |                                                      |
|                                 | Tuyp 52' 71' 78'                                          | Reporte                         | 20' Pedro · 34' Verheijdt · 62' Schroyen        | Asistencia: 1094 espectadores Árbitro(s): Joey Kooij | Asistencia: 1094 espectadores Árbitro(s): Joey Kooij |
|                                 |                                                           | Tiros desde el punto penal      |                                                 |                                                      |                                                      |
|                                 | Evers · Schilder · Visser · Steltenpool · van Kippersluis |                                 | Nwakali · Ciranni · Martina · Schroyen · Loshaj |                                                      |                                                      |

| 20 de septiembre de 2016, 20:00 | FC Den Bosch           | 2:3 (1:1) | FC Eindhoven               | De Vliert, s-Hertogenbosch |                          |
|                                 | Havar 24' · Bilate 83' | Reporte   | 11' 79' Lieder · 87' Vloet | Árbitro(s): Martin Perez   | Árbitro(s): Martin Perez |

| 20 de septiembre de 2016, 20:00 | IJsselmeervogels                     | 3:1 (1:0) | Achilles '29 | Sportpark de Westmaat, Spakenburg                            |                                                              |
|                                 | Grot 33' · Akla 68' · Van Hussen 72' | Reporte   | 84' Boogers  | Asistencia: 1200 espectadores Árbitro(s): Edwin van de Graaf | Asistencia: 1200 espectadores Árbitro(s): Edwin van de Graaf |

| 20 de septiembre de 2016, 20:45 | SC Heerenveen                                              | 5:1 (0:0) (1:1) (t. s.) | De Graafschap    | Abe Lenstra Stadion, Heerenveen |                            |
|                                 | Veerman 86' 93' · Zeneli 95' · Namli 102' · Schaars 105+1' | Reporte                 | 67' van Overbeek | Árbitro(s): Christiaan Bax      | Árbitro(s): Christiaan Bax |

| 21 de septiembre de 2016, 17:00 | VV Dongen      | 1:3 (1:0) | Go Ahead Eagles                         | Sportpark de Biezen, Dongen                            |                                                        |
|                                 | Mijnhijmer 14' | Reporte   | 77' Schenk · 80' Teijsse · 83' Hendriks | Asistencia: 1500 espectadores Árbitro(s): Stijn Berben | Asistencia: 1500 espectadores Árbitro(s): Stijn Berben |

| 21 de septiembre de 2016, 18:30 | PSV Eindhoven                                | 4:0 (2:0) | Roda JC | Philips Stadion, Eindhoven   |                              |
|                                 | Pröpper 25' 60' · Pereiro 34' · Narsingh 77' | Reporte   |         | Árbitro(s): Richard Liesveld | Árbitro(s): Richard Liesveld |

| 21 de septiembre de 2016, 20:00 | Excelsior Maassluis | 1:3 (0:0) (1:1) (t. s.) | Heracles Almelo                 | Lavendelstraat, Maassluis                                       |                                                                 |
|                                 | Smith 82'           | Reporte                 | 56' 112' Vermeij · 120+3' Kuwas | Asistencia: 1200 espectadores Árbitro(s): Steven van der Vrande | Asistencia: 1200 espectadores Árbitro(s): Steven van der Vrande |

| 21 de septiembre de 2016, 20:00 | NEC Nijmegen                            | 1:1 (0:0) (0:0) (t. s.)(3:5 p.) | ADO La Haya                                           | De Goffert, Nijmegen      |                           |
|                                 | Breinburg 105' (pen.)                   | Reporte                         | 114' Kastaneer                                        | Árbitro(s): Siemen Mulder | Árbitro(s): Siemen Mulder |
|                                 |                                         | Tiros desde el punto penal      |                                                       |                           |                           |
|                                 | Đumić · Golla · Fomitschow · von Haacke |                                 | Beugelsdijk · El Mahdioui · Bakker · Becker · Schaken |                           |                           |

| 21 de septiembre de 2016, 20:00 | Achilles Veen    | 1:4 (0:1) | VVSB                                                   | Sportpark De Hanen Weide, Veen                      |                                                     |
|                                 | Sülün 81' (pen.) | Reporte   | 33' Parami · 63' Jozić · 71' Serbony · 74' Seghrouchni | Asistencia: 700 espectadores Árbitro(s): Ed Janssen | Asistencia: 700 espectadores Árbitro(s): Ed Janssen |

| 21 de septiembre de 2016, 20:00 | VV UNA           | 1:0 (1:0) | SV Huizen | Sportpark Zeelst, Veldhoven                         |                                                     |
|                                 | Van de Gevel 38' | Reporte   |           | Asistencia: 400 espectadores Árbitro(s): Edgar Bijl | Asistencia: 400 espectadores Árbitro(s): Edgar Bijl |

| 21 de septiembre de 2016, 20:00 | De Treffers | 0:3 (0:3) | ASWH                                     | Sportpark Zuid, Groesbeek                               |                                                         |
|                                 |             | Reporte   | 19' De Lange · 28' Verhoeve · 39' Deprez | Asistencia: 615 espectadores Árbitro(s): Freek van Herk | Asistencia: 615 espectadores Árbitro(s): Freek van Herk |

| 21 de septiembre de 2016, 20:00 | SV Spakenburg                     | 2:1 (1:0) | Fortuna Sittard | Sportpark de Westmaat, Spakenburg                          |                                                            |
|                                 | Pilon 23' · van den Meiracker 73' | Reporte   | 75' Khalouta    | Asistencia: 2800 espectadores Árbitro(s): Johannes Martens | Asistencia: 2800 espectadores Árbitro(s): Johannes Martens |

| 21 de septiembre de 2016, 20:00 | Koninklijke HFC                                                                | 6:1 (3:0) | OJC Rosmalen       | Spanjaardslaan, Haarlem                            |                                                    |
|                                 | Derguti 5' · Van Soest 9' 56' · Wilffert 19' · Sam-Sim 66' (pen.) · Postma 90' | Reporte   | 48' van Mosselveld | Asistencia: 350 espectadores Árbitro(s): Sam Dröge | Asistencia: 350 espectadores Árbitro(s): Sam Dröge |

| 21 de septiembre de 2016, 20:00 | DVS'33    | 1:4 (0:3) | PEC Zwolle                                                | Sportlaan, Ermelo                                         |                                                           |
|                                 | Velda 89' | Reporte   | 9' 57' Brock-Madsen · 23' (pen.) van Polen · 39' Achahbar | Asistencia: 3000 espectadores Árbitro(s): Allard Lindhout | Asistencia: 3000 espectadores Árbitro(s): Allard Lindhout |

| 21 de septiembre de 2016, 20:00 | Sparta Rotterdam                               | 3:1 (3:0) | FC Dordrecht | Het Kasteel, Róterdam           |                                 |
|                                 | Dijkstra 35' · Verhaar 41' · Kramer 44' (pen.) | Reporte   | 62' Daniels  | Árbitro(s): Reinold Wiedemeijer | Árbitro(s): Reinold Wiedemeijer |

| 21 de septiembre de 2016, 20:00 | FC Lienden  | 1:4 (0:1) | AZ Alkmaar                                        | Sportpark de Abdijhof, Lienden                          |                                                         |
|                                 | Bendadi 65' | Reporte   | 37' Tanković · 68' 86' Bel Hassani · 90+3' Mühren | Asistencia: 1200 espectadores Árbitro(s): Dennis Higler | Asistencia: 1200 espectadores Árbitro(s): Dennis Higler |

| 21 de septiembre de 2016, 20:00 | VV Katwijk                    | 2:1 (0:0) | Harkemase Boys | Sportpark de Krom, Katwijk                            |                                                       |
|                                 | Susan 77' · Van den Ban 90+3' | Reporte   | 53' Adams      | Asistencia: 800 espectadores Árbitro(s): Clay Ruperti | Asistencia: 800 espectadores Árbitro(s): Clay Ruperti |

| 21 de septiembre de 2016, 20:45 | Ajax                                                           | 5:0 (2:0) | Willem II | Amsterdam ArenA, Ámsterdam |                            |
|                                 | Bazoer 13' · de Ligt 25' · Ziyech 72' · Schöne 82' · Nouri 89' | Reporte   |           | Árbitro(s): Danny Makkelie | Árbitro(s): Danny Makkelie |

| 22 de septiembre de 2016, 18:30 | FC Twente | 1:3 (0:1) | FC Utrecht                      | Grolsch Veste, Enschede      |                              |
|                                 | Ünal 54'  | Reporte   | 17' 90+3' Živković · 88' Haller | Árbitro(s): Serdar Gözübüyük | Árbitro(s): Serdar Gözübüyük |

| 22 de septiembre de 2016, 20:00 | ASV De Dijk               | 2:7 (1:2) | Vitesse                                                                                              | Sportpark Schellingwoude, Ámsterdam                  |                                                      |
|                                 | Zwarthoed 41' · Kaars 67' | Reporte   | 9' Baker · 34' Leerdam · 59' (pen.) van Wolfswinkel · 60' 64' Tighadouini · 84' Rashica · 86' Koryan | Asistencia: 1200 espectadores Árbitro(s): Kevin Blom | Asistencia: 1200 espectadores Árbitro(s): Kevin Blom |

| 22 de septiembre de 2016, 20:00 | HSC '21       | 1:5 (0:4) | TEC VV                                                 | Groot Scholtenhagen, Haaksbergen                         |                                                          |
|                                 | Cenk Uğuz 79' | Reporte   | 9' Peltzer · 12' 17' Vink · 42' Bartels · 73' Huijgens | Asistencia: 500 espectadores Árbitro(s): Jeroen Manschot | Asistencia: 500 espectadores Árbitro(s): Jeroen Manschot |

| 22 de septiembre de 2016, 20:45 | Feyenoord                                                     | 4:1 (1:1) | FC Oss   | Stadion Feijenoord, Róterdam |                            |
|                                 | Berghuis 12' · Kramer 68' · Başaçıkoğlu 76' · Jørgensen 90+2' | Reporte   | 3' Boere | Árbitro(s): Pol van Boekel   | Árbitro(s): Pol van Boekel |

## Segunda ronda
El sorteo de la segunda ronda se llevó a cabo el 22 de septiembre de 2016. Participaron 32 equipos y los partidos se jugaron los días 25, 26 y 27 de octubre de 2016.
| 25 de octubre de 2016, 18:30 | VVSB                                     | 3:0 (2:0) | VV Katwijk | Sportpark De Boekhorst, Noordwijkerhout |                             |
|                              | Parami 30' · De Rijk 35' · Serbony 90+3' | Reporte   |            | Árbitro(s): Allard Lindhout             | Árbitro(s): Allard Lindhout |

| 25 de octubre de 2016, 20:00 | TEC VV | 0:4 (0:3) | SC Cambuur                           | Sportpark De Lok, Tiel                                        |                                                               |
|                              |        | Reporte   | 5' 90' Monteiro · 29' 43' van Deelen | Asistencia: 1100 espectadores Árbitro(s): Sander van der Eijk | Asistencia: 1100 espectadores Árbitro(s): Sander van der Eijk |

| 25 de octubre de 2016, 20:00 | ADO La Haya                        | 2:1 (0:1) | Telstar      | Kyocera Stadion, La Haya                                   |                                                            |
|                              | Havenaar 73' · van der Heijden 81' | Reporte   | 39' Mahmudov | Asistencia: 5106 espectadores Árbitro(s): Richard Liesveld | Asistencia: 5106 espectadores Árbitro(s): Richard Liesveld |

| 25 de octubre de 2016, 20:00 | Go Ahead Eagles | 1:2 (1:0) | Jodan Boys                 | Adelaarshorst, Deventer                                |                                                        |
|                              | Hendriks 28'    | Reporte   | 47' Marengo · 84' Heerkens | Asistencia: 5163 espectadores Árbitro(s): Martin Perez | Asistencia: 5163 espectadores Árbitro(s): Martin Perez |

| 25 de octubre de 2016, 20:00 | FC Volendam                     | 2:1 (0:0) (0:0) (t. s.) | Almere City    | Kras Stadion, Volendam                                        |                                                               |
|                              | Kwakman 106' · Steltenpool 115' | Reporte                 | 105' Ramsteijn | Asistencia: 1660 espectadores Árbitro(s): Edwin van der Graaf | Asistencia: 1660 espectadores Árbitro(s): Edwin van der Graaf |

| 25 de octubre de 2016, 20:00 | SV Spakenburg                       | 2:3 (0:1) (2:1) (t. s.) | ASWH                                         | Sportpark De Westmaat, Spakenburg                     |                                                       |
|                              | Pilon 73' · van den Meiracker 90+3' | Reporte                 | 35' Olijfveld · 55' De Lange · 106' Verhoeve | Asistencia: 1500 espectadores Árbitro(s): Erwin Blank | Asistencia: 1500 espectadores Árbitro(s): Erwin Blank |

| 25 de octubre de 2016, 20:45 | Sparta Rotterdam                          | 3:1 (1:0) | PSV Eindhoven | Het Kasteel, Róterdam                                     |                                                           |
|                              | Vriends 15' · El Azzouzi 53' · Brogno 70' | Reporte   | 51' Ramselaar | Asistencia: 10525 espectadores Árbitro(s): Danny Makkelie | Asistencia: 10525 espectadores Árbitro(s): Danny Makkelie |

| 26 de octubre de 2016, 18:30 | Kozakken Boys | 1:6 (0:4) | Ajax                                                                 | Sportpark De Zwaaier, Werkendam |                             |
|                              | Ignacio 85'   | Reporte   | 25' 33' Cassierra · 29' Anwar El Ghazi · 41' Černý · 51' 89' Clement | Árbitro(s): Jeroen Manschot     | Árbitro(s): Jeroen Manschot |

| 26 de octubre de 2016, 20:00 | Heracles Almelo                                           | 5:0 (1:0) | VV UNA | Polman Stadion, Almelo                                  |                                                         |
|                              | Armenteros 3' 51' · Kuwas 53' · Pelupessy 61' · Darri 83' | Reporte   |        | Asistencia: 7922 espectadores Árbitro(s): Rob Dieperink | Asistencia: 7922 espectadores Árbitro(s): Rob Dieperink |

| 26 de octubre de 2016, 20:00 | AZ Alkmaar | 1:0 (0:0) | FC Emmen | AFAS Stadion, Alkmaar      |                            |
|                              | Mühren 63' | Reporte   |          | Árbitro(s): Christiaan Bax | Árbitro(s): Christiaan Bax |

| 26 de octubre de 2016, 20:00 | IJsselmeervogels               | 3:1 (2:1) | Koninklijke HFC | Sportpark De Westmaat, Spakenburg                      |                                                        |
|                              | Grot 21' 89' (pen.) · Akla 24' | Reporte   | 34' Noordmans   | Asistencia: 1250 espectadores Árbitro(s): Stijn Berben | Asistencia: 1250 espectadores Árbitro(s): Stijn Berben |

| 26 de octubre de 2016, 20:00 | Vitesse                                                   | 4:1 (1:0) | RKC Waalwijk  | GelreDome, Arnhem         |                           |
|                              | Zhang 19' · Baker 59' (pen.) · Nakamba 69' · Nathan 90+3' | Reporte   | 53' Langedijk | Árbitro(s): Dennis Higler | Árbitro(s): Dennis Higler |

| 26 de octubre de 2016, 20:00 | FC Utrecht     | 1:0 (0:0) | FC Groningen | Stadion Galgenwaard, Utrecht                                |                                                             |
|                              | Barazite 90+2' | Reporte   |              | Asistencia: 16377 espectadores Árbitro(s): Serdar Gözübüyük | Asistencia: 16377 espectadores Árbitro(s): Serdar Gözübüyük |

| 26 de octubre de 2016, 20:45 | Feyenoord                                                | 4:0 (0:0) | Excelsior | Stadion Feijenoord, Róterdam |                        |
|                              | Elia 48' · Botteghin 50' · Toornstra 75' · Vejinović 84' | Reporte   |           | Árbitro(s): Kevin Blom       | Árbitro(s): Kevin Blom |

| 27 de octubre de 2016, 18:30 | PEC Zwolle                 | 2:1 (1:0) | VVV-Venlo    | MAC³PARK Stadion, Zwolle    |                             |
|                              | Ehizibue 29' · Mokhtar 52' | Reporte   | 83' Sleegers | Árbitro(s): Jochem Kamphuis | Árbitro(s): Jochem Kamphuis |

| 27 de octubre de 2016, 20:45 | FC Eindhoven  | 1:2 (1:2) | SC Heerenveen                  | Jan Louwers Stadion, Eindhoven     |                                    |
|                              | Caenepeel 34' | Reporte   | 20' Namli · 30' Ghoochannejhad | Árbitro(s): Martin van den Kerkhof | Árbitro(s): Martin van den Kerkhof |

## Fase final
|  | Octavos de final      | Octavos de final      |                  |       | Cuartos de final  | Cuartos de final  |  |  | Semifinales    | Semifinales    |  |  | Final       | Final       |
|  | 13 al 15 de diciembre | 13 al 15 de diciembre |                  |       | 24 al 26 de enero | 24 al 26 de enero |  |  | 1 y 2 de marzo | 1 y 2 de marzo |  |  | 30 de abril | 30 de abril |
|  |                       |                       |                  |       |                   |                   |  |  |                |                |  |  |             |             |
|  |                       |                       |                  |       |                   |                   |  |  |                |                |  |  |             |             |
|  |                       |                       |                  |       |                   |                   |  |  |                |                |  |  |             |             |
|  | AZ Alkmaar            | 2                     |                  |       |                   |                   |  |  |                |                |  |  |             |             |
|  | AZ Alkmaar            | 2                     |                  |       |                   |                   |  |  |                |                |  |  |             |             |
|  | ASWH                  | 0                     |                  |       |                   |                   |  |  |                |                |  |  |             |             |
|  | ASWH                  | 0                     | AZ Alkmaar       | 1     |                   |                   |  |  |                |                |  |  |             |             |
|  |                       |                       |                  | 1     |                   |                   |  |  |                |                |  |  |             |             |
|  |                       | SC Heerenveen         | 0                |       |                   |                   |  |  |                |                |  |  |             |             |
|  | IJsselmeervogels      | SC Heerenveen         | 0                | 0     |                   |                   |  |  |                |                |  |  |             |             |
|  | IJsselmeervogels      |                       |                  | 0     |                   |                   |  |  |                |                |  |  |             |             |
|  | SC Heerenveen         | 1                     |                  |       |                   |                   |  |  |                |                |  |  |             |             |
|  | SC Heerenveen         | 1                     | AZ Alkmaar (p.)  | 0 (3) |                   |                   |  |  |                |                |  |  |             |             |
|  |                       |                       |                  | 0 (3) |                   |                   |  |  |                |                |  |  |             |             |
|  |                       | SC Cambuur            | 0 (2)            |       |                   |                   |  |  |                |                |  |  |             |             |
|  | PEC Zwolle            | SC Cambuur            | 0 (2)            | 1     |                   |                   |  |  |                |                |  |  |             |             |
|  | PEC Zwolle            |                       |                  | 1     |                   |                   |  |  |                |                |  |  |             |             |
|  | FC Utrecht            | 2                     |                  |       |                   |                   |  |  |                |                |  |  |             |             |
|  | FC Utrecht            | 2                     | FC Utrecht       | 2 (6) |                   |                   |  |  |                |                |  |  |             |             |
|  |                       |                       |                  | 2 (6) |                   |                   |  |  |                |                |  |  |             |             |
|  |                       | SC Cambuur (p.)       | 2 (7)            |       |                   |                   |  |  |                |                |  |  |             |             |
|  | SC Cambuur            | SC Cambuur (p.)       | 2 (7)            | 2     |                   |                   |  |  |                |                |  |  |             |             |
|  | SC Cambuur            |                       |                  | 2     |                   |                   |  |  |                |                |  |  |             |             |
|  | Ajax                  | 1                     |                  |       |                   |                   |  |  |                |                |  |  |             |             |
|  | Ajax                  | 1                     | AZ Alkmaar       | 0     |                   |                   |  |  |                |                |  |  |             |             |
|  |                       |                       |                  | 0     |                   |                   |  |  |                |                |  |  |             |             |
|  |                       | Vitesse               | 2                |       |                   |                   |  |  |                |                |  |  |             |             |
|  | FC Volendam           | Vitesse               | 2                | 4     |                   |                   |  |  |                |                |  |  |             |             |
|  | FC Volendam           |                       |                  | 4     |                   |                   |  |  |                |                |  |  |             |             |
|  | VVSB                  | 1                     |                  |       |                   |                   |  |  |                |                |  |  |             |             |
|  | VVSB                  | 1                     | FC Volendam      | 1 (5) |                   |                   |  |  |                |                |  |  |             |             |
|  |                       |                       |                  | 1 (5) |                   |                   |  |  |                |                |  |  |             |             |
|  |                       | Sparta Rotterdam (p.) | 1 (6)            |       |                   |                   |  |  |                |                |  |  |             |             |
|  | Heracles Almelo       | Sparta Rotterdam (p.) | 1 (6)            | 0     |                   |                   |  |  |                |                |  |  |             |             |
|  | Heracles Almelo       |                       |                  | 0     |                   |                   |  |  |                |                |  |  |             |             |
|  | Sparta Rotterdam      | 3                     |                  |       |                   |                   |  |  |                |                |  |  |             |             |
|  | Sparta Rotterdam      | 3                     | Sparta Rotterdam | 1     |                   |                   |  |  |                |                |  |  |             |             |
|  |                       |                       |                  | 1     |                   |                   |  |  |                |                |  |  |             |             |
|  |                       | Vitesse               | 2                |       |                   |                   |  |  |                |                |  |  |             |             |
|  | Vitesse               | Vitesse               | 2                | 4     |                   |                   |  |  |                |                |  |  |             |             |
|  | Vitesse               |                       |                  | 4     |                   |                   |  |  |                |                |  |  |             |             |
|  | Jodan Boys            | 0                     |                  |       |                   |                   |  |  |                |                |  |  |             |             |
|  | Jodan Boys            | 0                     | Vitesse          | 2     |                   |                   |  |  |                |                |  |  |             |             |
|  |                       |                       |                  | 2     |                   |                   |  |  |                |                |  |  |             |             |
|  |                       | Feyenoord             | 0                |       |                   |                   |  |  |                |                |  |  |             |             |
|  | Feyenoord             | Feyenoord             | 0                | 5     |                   |                   |  |  |                |                |  |  |             |             |
|  | Feyenoord             |                       |                  | 5     |                   |                   |  |  |                |                |  |  |             |             |
|  | ADO La Haya           | 1                     |                  |       |                   |                   |  |  |                |                |  |  |             |             |
|  | ADO La Haya           | 1                     |                  |       |                   |                   |  |  |                |                |  |  |             |             |

### Octavos de final
El sorteo de los octavos de final se llevó a cabo el 27 de octubre de 2016. 16 equipos participaron y los partidos se jugaron los días 13, 14 y 15 de diciembre de 2016.
| 13 de diciembre de 2016, 18:30 | FC Volendam                                                      | 4:1 (3:1) | VVSB        | Kras Stadion, Volendam                                    |                                                           |
|                                | Schouten 5' · Kwakman 15' · van Velzen 31' · van Kippersluis 62' | Reporte   | 13' Serbony | Asistencia: 3988 espectadores Árbitro(s): Paul van Boekel | Asistencia: 3988 espectadores Árbitro(s): Paul van Boekel |

| 13 de diciembre de 2016, 20:45 | IJsselmeervogels | 0:1 (0:0) | SC Heerenveen      | Sportpark De Westmaat, Spakenburg                        |                                                          |
|                                |                  | Reporte   | 88' Ghoochannejhad | Asistencia: 4750 espectadores Árbitro(s): Christiaan Bax | Asistencia: 4750 espectadores Árbitro(s): Christiaan Bax |

| 14 de diciembre de 2016, 18:30 | PEC Zwolle      | 1:2 (1:0) | FC Utrecht                       | MAC³PARK Stadion, Zwolle                                |                                                         |
|                                | Brock-Madsen 8' | Reporte   | 81' Conboy · 90' (pen.) Živković | Asistencia: 7600 espectadores Árbitro(s): Björn Kuipers | Asistencia: 7600 espectadores Árbitro(s): Björn Kuipers |

| 14 de diciembre de 2016, 20:00 | Vitesse                                                       | 4:0 (2:0) | Jodan Boys | GelreDome, Arnhem                                            |                                                              |
|                                | Miazga 14' · Tighadouini 17' · Baker 52' (pen.) · Rashica 56' | Reporte   |            | Asistencia: 7257 espectadores Árbitro(s): Edwin van de Graaf | Asistencia: 7257 espectadores Árbitro(s): Edwin van de Graaf |

| 14 de diciembre de 2016, 20:00 | AZ Alkmaar              | 2:0 (1:0) | ASWH | AFAS Stadion, Alkmaar                                   |                                                         |
|                                | Mühren 44' · Friday 86' | Reporte   |      | Asistencia: 4006 espectadores Árbitro(s): Siemen Mulder | Asistencia: 4006 espectadores Árbitro(s): Siemen Mulder |

| 14 de diciembre de 2016, 20:45 | Feyenoord                                                      | 5:1 (1:0) | ADO La Haya   | De Kuip, Róterdam                                     |                                                       |
|                                | Jørgensen 34' · Kuyt 50' (pen.) 63' 79' (pen.) · El Ahmadi 68' | Reporte   | 87' Kastaneer | Asistencia: 32500 espectadores Árbitro(s): Ed Janssen | Asistencia: 32500 espectadores Árbitro(s): Ed Janssen |

| 15 de diciembre de 2016, 18:30 | SC Cambuur    | 2:1 (2:0) | Ajax        | Cambuur Stadion, Leeuwarden                          |                                                      |
|                                | Barto 20' 39' | Reporte   | 67' Clement | Asistencia: 9203 espectadores Árbitro(s): Kevin Blom | Asistencia: 9203 espectadores Árbitro(s): Kevin Blom |

| 15 de diciembre de 2016, 20:45 | Heracles Almelo | 0:3 (0:0) | Sparta Rotterdam       | Polman Stadion, Almelo                                     |                                                            |
|                                |                 | Reporte   | 48' 60' 87' El Azzouzi | Asistencia: 6112 espectadores Árbitro(s): Serdar Gözübüyük | Asistencia: 6112 espectadores Árbitro(s): Serdar Gözübüyük |

### Cuartos de final
El sorteo de los cuartos de final se realizó el 15 de diciembre de 2016. 8 equipos participaron y los partidos se jugaron los días 24, 25, y 26 de enero de 2017.
| 24 de enero de 2017, 20:45 | FC Volendam                                                                           | 1:1 (0:0) (0:0) (t. s.)(5:6 p.) | Sparta Rotterdam                                                               | Kras Stadion, Volendam                                    |                                                           |
|                            | Steltenpool 110'                                                                      | Reporte                         | 108' Verhaar                                                                   | Asistencia: 3469 espectadores Árbitro(s): Jochem Kamphuis | Asistencia: 3469 espectadores Árbitro(s): Jochem Kamphuis |
|                            |                                                                                       | Tiros desde el punto penal      |                                                                                |                                                           |                                                           |
|                            | Evers · Schilder · Vlak · Steltenpool · van Kippersluis · Visser · Verhulst · Meulens |                                 | Verhaar · Brogno · Breuer · Spierings · Dijkstra · da Silva · Pogba · Floranus |                                                           |                                                           |

| 25 de enero de 2017, 18:30 | FC Utrecht                                                                                | 2:2 (1:0) (1:2) (t. s.)(6:7 p.) | SC Cambuur                                                                               | Stadion Galgenwaard, Utrecht                              |                                                           |
|                            | Leeuwin 29' · Troupée 89'                                                                 | Reporte                         | 47' (pen.) Bakker · 67' Barto                                                            | Asistencia: 13997 espectadores Árbitro(s): Pol van Boekel | Asistencia: 13997 espectadores Árbitro(s): Pol van Boekel |
|                            |                                                                                           | Tiros desde el punto penal      |                                                                                          |                                                           |                                                           |
|                            | Barazite · Labyad · Leeuwin · Janssen · Haller · Hardeveld · Amrabat · Troupée · Peterson |                                 | Bakker · Schilder · Houtkoop · Hoefdraad · Noor · Peersman · Barto · Lilipaly · Monteiro |                                                           |                                                           |

| 25 de enero de 2017, 20:45 | AZ Alkmaar    | 1:0 (0:0) | SC Heerenveen | AFAS Stadion, Alkmaar                                   |                                                         |
|                            | Luckassen 71' | Reporte   |               | Asistencia: 8276 espectadores Árbitro(s): Björn Kuipers | Asistencia: 8276 espectadores Árbitro(s): Björn Kuipers |

| 26 de enero de 2017, 20:45 | Vitesse                      | 2:0 (0:0) | Feyenoord | GelreDome, Arnhem                                         |                                                           |
|                            | Kashia 55' · Tighadouini 61' | Reporte   |           | Asistencia: 15673 espectadores Árbitro(s): Danny Makkelie | Asistencia: 15673 espectadores Árbitro(s): Danny Makkelie |

### Semifinales
El sorteo se realizó el 26 de enero de 2017. Los partidos se jugaron el 1 y 2 de marzo de 2017.
| 1 de marzo de 2017, 20:45 | Sparta Rotterdam           | 1:2 (0:1) | Vitesse       | Het Kasteel, Róterdam                                       |                                                             |
|                           | Guram Kashia 75' (autogol) | Reporte   | 13' 73' Baker | Asistencia: 10 349 espectadores Árbitro(s): Paul Van Boekel | Asistencia: 10 349 espectadores Árbitro(s): Paul Van Boekel |

| 2 de marzo de 2017, 20:45 | AZ Alkmaar                                               | 0:0 (0:0) (0:0) (t. s.)(3:2 p.) | SC Cambuur                                         | AFAS Stadion, Alkmaar                                  |                                                        |
|                           |                                                          | Reporte                         |                                                    | Asistencia: 14 239 espectadores Árbitro(s): Kevin Blom | Asistencia: 14 239 espectadores Árbitro(s): Kevin Blom |
|                           |                                                          | Tiros desde el punto penal      |                                                    |                                                        |                                                        |
|                           | Wuytens · Jahanbakhsh · Johansson · Luckassen · Weghorst |                                 | Bakker · Schilder · van de Streek · Mannes · Barto |                                                        |                                                        |

### Final
Los 2 ganadores de las semifinales se enfrentaron en la final. El ganador de la semifinal entre AZ y SC Cambuur estaba marcado como el equipo 'local' en la final, ya que fue el primer partido que se elaboró mediante el sorteo de las semifinales.
| 30 de abril de 2017, 18:00 | AZ Alkmaar | 0:2 (0:0) | Vitesse                 | Stadion Feyenoord, Róterdam                                |                                                            |
|                            |            | Reporte   | 81' 88' van Wolfswinkel | Asistencia: 46 105 espectadores Árbitro(s): Danny Makkelie | Asistencia: 46 105 espectadores Árbitro(s): Danny Makkelie |

|                           |
| Campeón Vitesse 1º título |

## Goleadores
| Jugador            | Equipo           | Goles |
| ------------------ | ---------------- | ----- |
| Lewis Baker        | Vitesse          | 5     |
| Jaouad Chraou      | OJC Rosmalen     | 4     |
| Zakaria El Azzouzi | Sparta Rotterdam | 4     |
| Giovialli Serbony  | VVSB             | 4     |
| Adnane Tighadouini | Vitesse          | 4     |
| Martijn Barto      | SC Cambuur       | 4     |